# Apogon leptofasciatus
Apogon leptofasciatus är en fiskart som beskrevs av Allen 2001. Apogon leptofasciatus ingår i släktet Apogon och familjen Apogonidae. Inga underarter finns listade i Catalogue of Life.